# Aquafaba

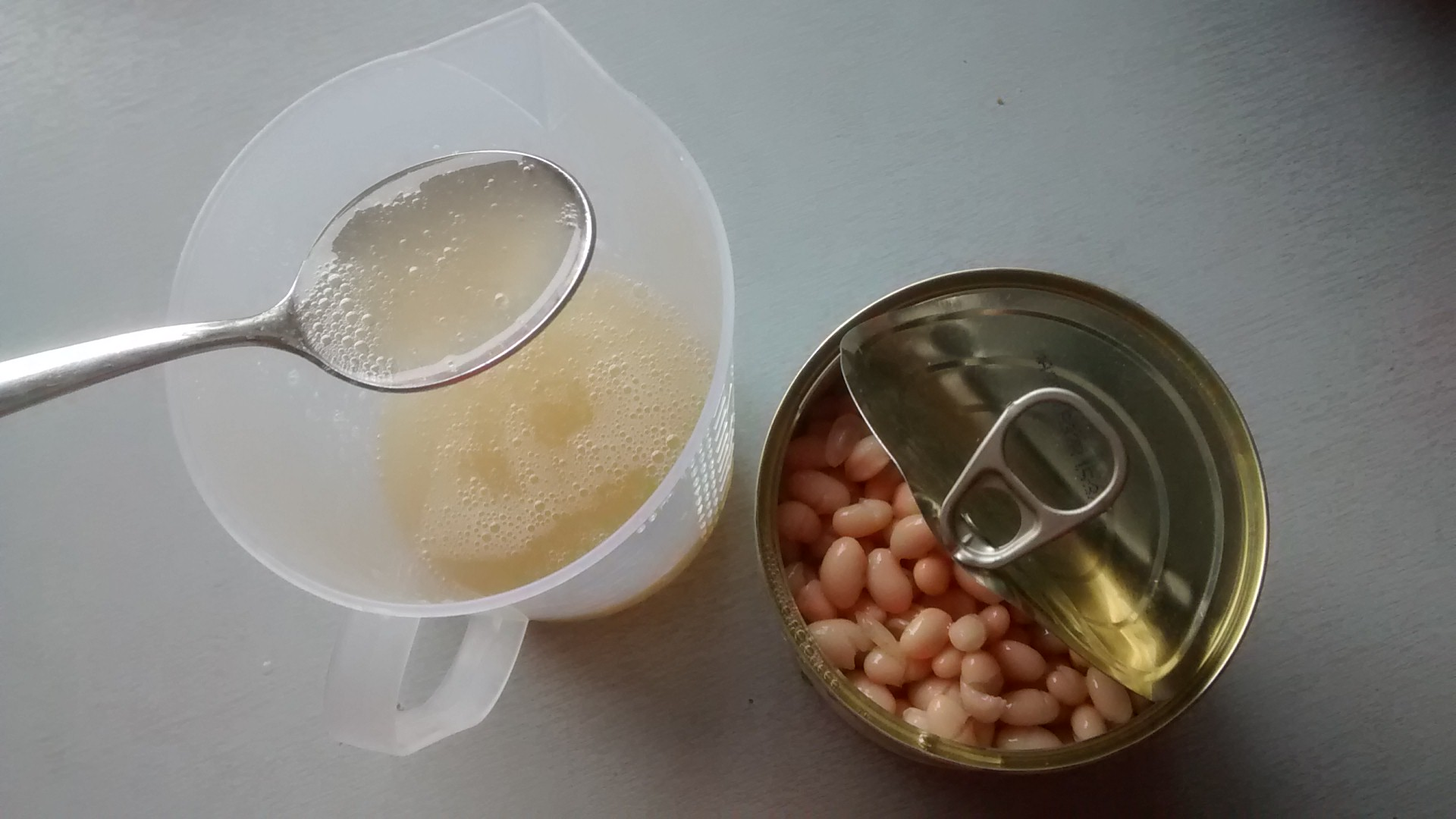
Aquafaba uit een blik witte bonen

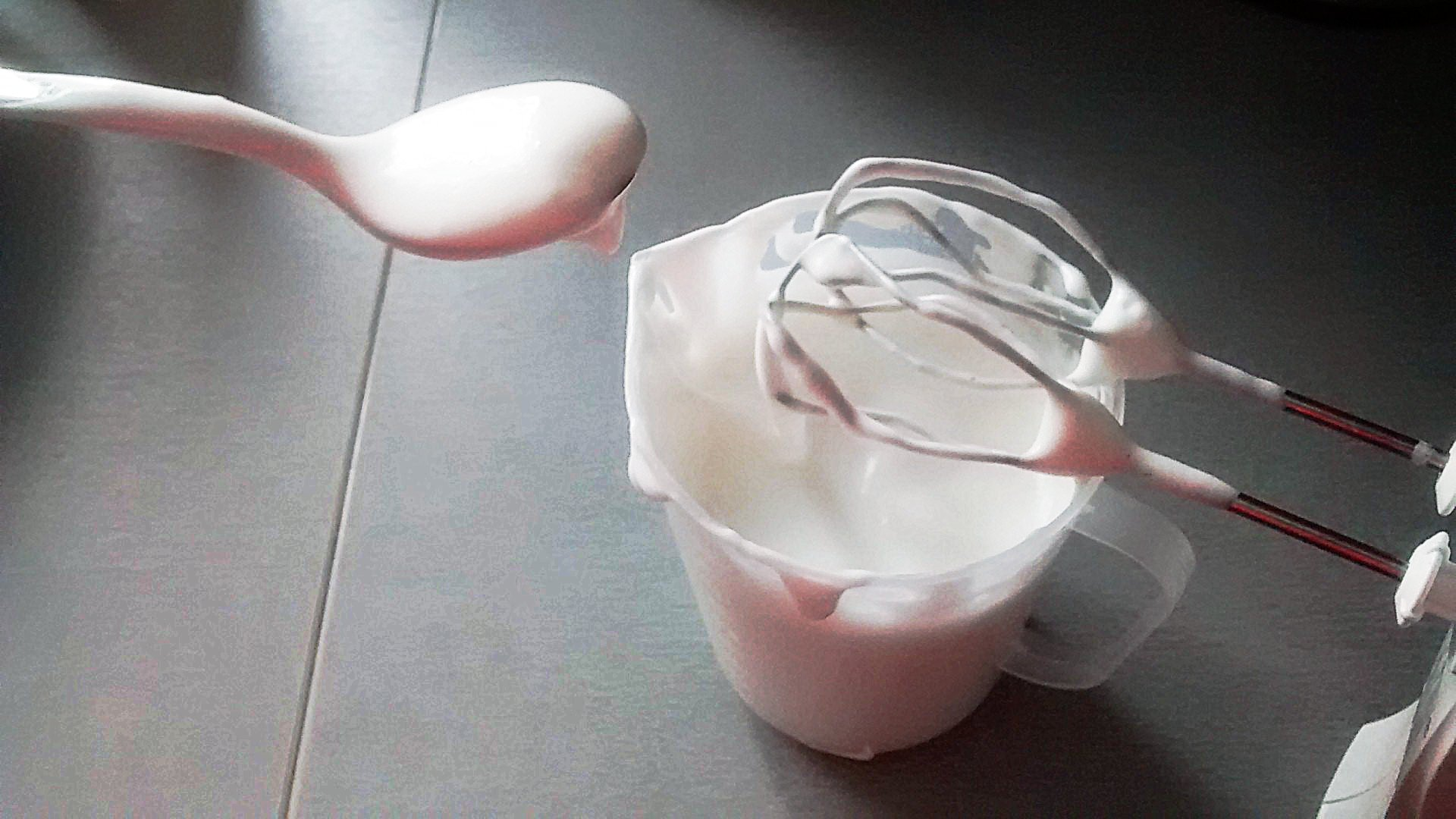
Aquafaba als alternatief voor geklopt eiwit

Aquafaba is water afkomstig uit bonen en kikkererwten. De vloeistof bevat veel eiwitten en wordt daarom gebruikt als veganistische eiwitvervanger, bijvoorbeeld voor het maken van meringue.